# Pogoniulus
Pogoniulus Lafresnaye, 1842 è un genere di uccelli della famiglia dei Libiidi.

## Tassonomia
Precedentemente questo genere era incluso nei Capitonidae e talvolta nei Ramphastidae. 
Sono note le seguenti specie:
- Pogoniulus scolopaceus (Bonaparte, 1850) - barbettino marezzato
- Pogoniulus simplex (G.A.Fischer & Reichenow, 1884) - barbettino verde
- Pogoniulus leucomystax (Sharpe, 1892) - barbettino dai mustacchi
- Pogoniulus coryphaea (Reichenow, 1892) - barbettino occidentale
- Pogoniulus atroflavus (Sparrman, 1798) - barbettino culorosso
- Pogoniulus subsulphureus (Fraser, 1843) - barbettino golagialla
- Pogoniulus bilineatus (Sundevall, 1850) - barbettino groppagialla
- Pogoniulus makawai Benson & Irwin, 1965 - barbettino pettobianco
- Pogoniulus pusillus (Dumont, 1805) - barbettino fronterossa
- Pogoniulus chrysoconus (Temminck, 1832) - barbettino frontegialla